# Luiz André Rico Vicente
Luiz André Rico Vicente (Santos Dumont, 1947) é um engenheiro, professor, empresário e político brasileiro.
No governo José Sarney foi ministro interino da Ciência e Tecnologia, de 29 de julho a 16 de agosto de 1988, e também ministro interino da Indústria e Comércio, de 5 a 17 de agosto de 1988.